# Siphonogorgia
Siphonogorgia ist eine indopazifische Korallengattung aus der Unterklasse der Octocorallia. Man findet die Koralle im tropischen westlichen Pazifik bei den Philippinen und Melanesien und im Roten Meer. Sie wächst vor allem an der Basis von Riffhängen in stark strömendem Wasser.

## Merkmale
Siphonogorgia-Kolonien ähneln mit ihrem schlanken, reich verzweigten Wuchs einer Gorgonie, haben allerdings kein festes Achsenskelett, sondern werden ausschließlich durch den inneren Wasserdruck stabilisiert. Hauptstamm und große Äste sind ohne Polypen. Wie bei allen Octocorallia haben die Siphonogorgia-Polypen acht Tentakel. Die Polypen können vollständig in die Äste zurückgezogen werden. Die Äste sind dicht mit spindelförmigen Skleriten versehen, so dass sie sich zusammengezogen rau anfühlen. In den Polypen sitzen kleinere Skleriten. Siphonogorgia sind meist prächtig gelb, rot oder violett gefärbt. Die Farbe der Polypen unterscheidet sich oft von der der Äste. Siphonogorgia lebt nicht mit Zooxanthellen in Symbiose, sondern ernährt sich ausschließlich durch den Fang von Plankton.